# Birgitta Reinfeldt Tunved
Birgitta Reinfeldt Tunved, född Kållberg den 21 juli 1941 i Katarina församling i Stockholm, är en svensk direktör och konsult.

## Biografi
Birgitta Reinfeldt Tunved är dotter till direktören Hilbert Kållberg och kontoristen Lilly (född Håkanson). Hon avlade filosofie kandidat-examen i Stockholm 1978. Hon var sekreterare i Albert Bonniers förlag 1963–1965, sekreterare i Bonniers och Ingförlag 1967–1969, sekreterare hos IBM 1971–1973, säljare, utbildningskonsult vid Datab och Deltak 1975–1982, konsult och verkställande direktör vid Persona från 1983.
Hon var ordförande i Hem och Skola i Täby 1981–1984 och var styrelseledamot i Sparbanken Kronan 1985–1986. Numera (2015) är hon ordförande i Styrelsebalans i Sverige AB och styrelseledamot i Fundo Ledarskap AB.
Åren 1963–1985 var hon gift med VD Bruno Reinfeldt (1938–2016) och från 1989 med kanslichefen Jan Gustaf Tunved (1933–1995). Hon har tre söner i första äktenskapet: förutvarande statsministern Fredrik Reinfeldt (född 1965), skådespelaren Magnus Reinfeldt (född 1969) och Henrik Reinfeldt (född 1973).